# Grande Prairie
Grande Prairie är en stad i nordvästra Alberta i Kanada. Invånarna uppgick 2011 till 55 032 i antalet. Grande Prairie Airport ligger nära staden.

### Fotnoter
1. ↑  ”Census Profile” (på engelska). Statistics Canada. 13 mars 2011. http://www12.statcan.gc.ca/census-recensement/2011/dp-pd/prof/details/page.cfm?Lang=E&Geo1=CSD&Code1=4819012&Geo2=PR&Code2=48&Data=Count&SearchText=Grande%20Prairie&SearchType=Begins&SearchPR=01&B1=All&Custom=. Läst 2 februari 2014.